# NGC 5237
NGC 5237 é uma galáxia elíptica (E?) localizada na direcção da constelação de Centaurus. Possui uma declinação de -42° 50' 52" e uma ascensão recta de 13 horas, 37 minutos e 38,9 segundos.
A galáxia NGC 5237 foi descoberta em 3 de Junho de 1834 por John Herschel.